# Hossein Abdi
Hossein Abdi (persiano: حسین عبدی; Teheran, 21 marzo 1967) è un allenatore di calcio ed ex calciatore iraniano, di ruolo centrocampista, allenatore del Persepolis B.

## Carriera

### Club
Ha giocato solo con la maglia del Persepolis, tra il 1987 ed il 2000 squadra di cui è stato capitano negli anni 90.

### Allenatore
Dopo una parentesi sulla panchina del Damash Gilan, diventa vice-allenatore nella sua vecchia squadra.

## Palmarès
- Campionati iraniani: 4:

1995-1996, 1996-1997, 1998-1999, 1999-2000
- Coppe dell'Iran: 3

1986-1987, 1990-1991, 1998-1999
- Coppe delle Coppe dell'AFC: 1

1990-1991